# Avibase
Avibase és una base de dades virtual que classifica dades de taxonomia i distribució d'aus a nivell mundial. En el seu nucli central, la base de dades es basa en la noció de conceptes taxonòmics més que noms taxonòmics.
Avibase incorpora i organitza dades taxonòmiques dels principals editors taxonòmics aviaris (The Clements Checklist of Birds of the World, Handbook of the Birds of the World, BirdLife International, Check COC i la Howard i Moore Complete Llista de revisió de les aus del món) i altres fonts regionals (per exemple, totes les edicions de la American Ornithological Society Checklist of North American Birds des de l'any 1886). Els conceptes taxonòmics de més de 230 fonts taxonòmiques diferents s'han assenyalat i referenciat en conceptes a Avibase.
La pàgina web també ofereix llistes de control per més de 20.000 regions geogràfiques del món, pàgines de cada espècie amb informació i sinònims, i eines per als observadors d'aus per mantenir i actualitzar els seus informes (p. ex. el mapa que mostra punts calents eBird de països amb el número d'espècie que li falten de la seva llista).

## Història i propòsit
El web Avibase ha estat creat i és mantingut per Denis Lepage, actualment director, científic de dades i tecnologia a Birds Canadà. Les dades contingudes a Avibase han estat reunides des del 1991. Com a pàgina web va ser llançada el juny 2003.

## Característiques
Conceptes Taxonòmics. La base de dades és organitzada principalment al voltant d'una taula amb un únic concepte. Cada concepte representa una única circumscripció biològica en què ha estat assignat un ID alfanumèric únic dins Avibase ID. Aquest Avibase IDs permet el seguiment del concepte taxonòmic entre altres fonts publicades. Hi ha aproximadament 58.000 conceptes únics a Avibase. Aquests inclouen els conceptes tradicionalment reconeguts com a espècies i subespècies, però també altres agrupacions taxonòmiques (grups de subespècies), diversos tractaments taxonòmics alternatius reconeguts històricament, i altres conceptes que representen híbrids, polimorfs o d'altres formes.
Dades de nomenclatura. Cada nom científic és també descrit per incloure'n la citació, les dades i el nom associat amb la descripció original. Aproximadament han estat enregistrats 48,000 arxius a Avibase, amb els seus possibles diversos sinònims.
Llistes de control d'espècie regional són disponibles per més de 20.000 regions del món i en diversos formats taxonòmics,així com els noms comuns en una varietat extensa de llengües.
Sinònims i noms comuns són disponibles en 271 llengües diferents i variants regionals, i hi ha 21 llengües que tenen una cobertura més gran de les 85% d'espècies amb un nom comú popular.

D'altra banda, MyAvibase, que es va llançar l'any 2013, proporciona eines lliures per usuaris que volen mantenir les seves llistes de vida i generar informes amb l'objectiu que l'observador trobi espècies que encara no ha vist (on anar, què veure, quan anar-hi), o l'estadística regional general (p. ex. el número total d'espècies per país).

## Ús d'informació de base de dades
Avibase és utilitzat com a font de dades per diversos webs. Per això, també és sovint utilitzat com la font primària de Viquipèdia. També ha estat citat, i les seves dades han estat utilitzades, en més de 600 publicacions, particularment en els camps d'ecologia, conservació, parasitologia, salut humana, taxonomia i bioinformàtica.
Avibase IDs És utilitzat com una manera de resoldre ambigüitats en noms científics d'ocells, ha estat adoptat per la Llista de control d'AOS d'Ocells Nord-americans, i són disponibles en el projecte taxonòmic de Wikidata.